# Westwick (North Yorkshire)
Westwick – civil parish w Anglii, w North Yorkshire, w dystrykcie (unitary authority) North Yorkshire. W 2001 civil parish liczyła 10 mieszkańców. Westwick jest wspomniana w Domesday Book (1086) jako Westuic.